# Drucina leonata
Drucina leonata är en fjärilsart som beskrevs av Butler 1872. Drucina leonata ingår i släktet Drucina och familjen praktfjärilar. Inga underarter finns listade i Catalogue of Life.